# Dalia Rabin-Pelossof

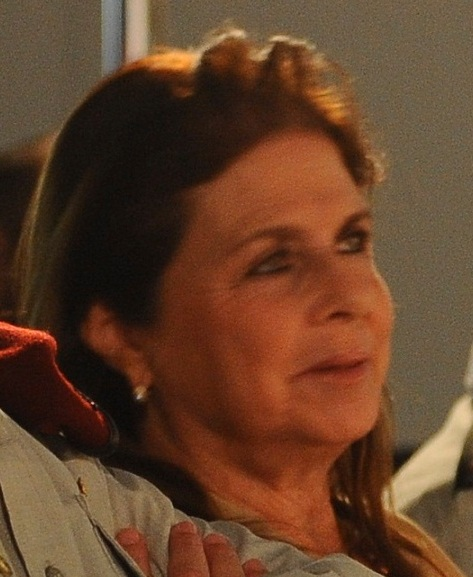
Dalia Rabin-Pelossof, 2011

Dalia Rabin-Pelossof (hebräisch דליה רבין-פילוסוף‎, * 19. März 1950 in Israel) ist eine ehemalige israelische Politikerin und Knessetabgeordnete.

## Leben
Rabin-Pelossof ist die Tochter des ehemaligen Ministerpräsidenten und Verteidigungsministers Jitzchak Rabin und dessen Frau Leah Rabin. Wie ihre Mutter und ihre Schwester Yuval besuchte sie das  Neue Gymnasium in Tel Aviv. Sie erwarb einen Abschluss als Bachelor of Laws und arbeitete anschließend als Juristin.
Rabin-Pelossof ist verheiratet und hat zwei Kinder.

## Politik
Rabin-Pelossof war in der 15. Legislaturperiode vom 7. Juni 1999 bis zum 17. Februar 2003 Knessetabgeordnete. So von 1999 bis 2001 für Mifleget ha-Merkas-Partei, 2001 für die Derech Chadascha und ebenfalls im gleichen Jahr für die Jisra’el Achat sowie von 2001 bis 2003 für die Awoda-Partei und die Meimad-Partei. Sie war als Abgeordnete von Derech Chadascha, der Awoda-Partei und für die israelische Linkspartei Meimad vom 7. März 2001 bis 1. August 2002 stellvertretende Verteidigungsministerin (15. Legislaturperiode/29.Regierung).